# Erich Altenhöfer
Erich Jakob Altenhöfer (* im 20. Jahrhundert) ist ein deutscher Bauforscher.

## Leben
Erich Altenhöfer studierte Architektur an der TU München und schloss mit dem Dipl.-Ing. ab. Er spezialisierte sich auf Baugeschichte. 1962 wurde er Assistent von Friedrich Krauss am Lehrstuhl für Baugeschichte der TU München und dort 1967 zum Oberingenieur ernannt. Am 11. Februar 1970 erfolgte die Promotion zum Dr.-Ing. 1972 wurde er korrespondierendes Mitglied des Deutschen Archäologischen Instituts. Am 1. März 1985 wurde er habilitiert und erhielt die Lehrbefähigung für das Fach Baugeschichte an der Technischen Universität München. 1999 trat er in den Ruhestand.
Er beschäftigt sich seit den Arbeiten zu seiner Dissertation mit dem Theater von Milet.

## Schriften (Auswahl)
- Die Rekonstruktion der Theaterhalle auf der Rückseite des ersten römischen Bühnengebäudes von Milet und ihre entwicklungsgeschichtliche Stellung. Dissertation TU München 1970
- Die Theaterhalle von Milet. In: Mansel'e armağan. Mélanges Mansel. Ankara 19xx, S. 607–618.
- Untersuchungen zur Entstehung römischer Gesimse. Habilitationsschrift TU München 1985 (unveröffentlicht).
- Die Alte Pinakothek in den Nachkriegsjahren. Die Rettung vor Abbruch und Verfall; der Wiederaufbau durch Hans Döllgast 1952–1957. In: "Ihm, welcher der Andacht Tempel baut ..." Ludwig I. und die Alte Pinakothek. Bayerische Staatsgemäldesammlungen, München 1986, S. 205–235.
- mit Renate Bol: Der Eroten-Jagdfries des Theaters in Milet. In: Istanbuler Mitteilungen 39, 1989, S. 17–47.
- Das erste römische Bühnengebäude des Theaters von Milet. In: Milet 1899–1980. Ergebnisse, Probleme und Perspektiven einer Ausgrabung. Kolloquium, Frankfurt a.M. 1980. Wasmuth, Tübingen 1986, S. 165–173.
- Hans Döllgast and the Alte Pinakothek, Designs, Projects and Reconstructions 1946–73. In: On Continuity. Princeton 1995,
- Die Cella des Dioskurentempels in Cori. In: Mitteilungen des Deutschen Archäologischen Instituts, Römische Abteilung 113, 2007, S. 373–397.